# Álbuns número um na Billboard 200 em 1991
A seguir apresenta-se a lista dos álbuns que alcançaram a primeira posição da Billboard 200 Top Albums no ano de 1991. A revista Billboard fazia uma estimativa das vendas físicas semanais de cada álbum com base em uma colecta de amostras representativas de lojas de discos no país, usando serviços telefónicos, fax e mensagens. Os dados eram baseados em rankings feitos por lojas de discos dos trabalhos mais vendidos, ao invés de número exactos. A partir de 1 de Março, a Nielsen SoundScan começou a fazer a mediação de vendas musicais no país, com a publicação de 25 de Maio sendo a primeira baseada na quantidade exacta de unidades vendidas de um álbum. Neste ano, treze álbuns alcançaram a primeira posição da tabela pela primeira vez nas suas 52 publicações semanais. No entanto, embora tenha liderado a Billboard 200 por oito semanas, elevando o seu total para dezasseis semanas consecutivas, um décimo quarto álbum, To the Extreme (1990) do músico Vanilla Ice, iniciou a sua corrida no topo no ano anterior e foi, portanto, excluído.

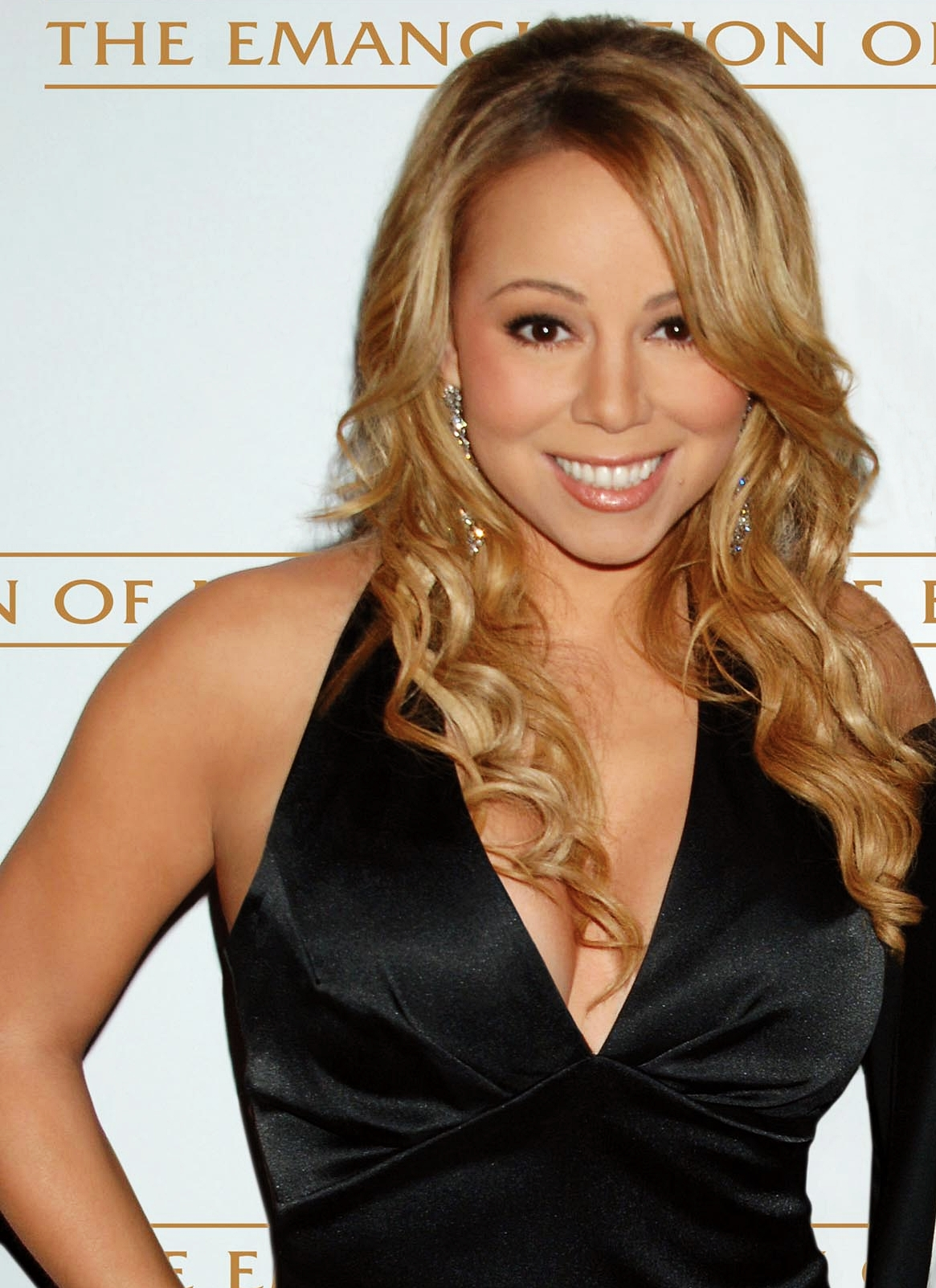
O projecto de estreia auto-intitulado da cantora norte-americana Mariah Carey liderou a tabela por onze semanas e foi o álbum mais vendido de 1991.

O álbum de estreia auto-intitulado da cantora norte-americana Mariah Carey levou 36 semanas a alcançar o primeiro posto da tabela, no qual permaneceu por onze semanas consecutivas, a segunda maior quantidade de tempo do ano e a primeira maior da carreira da artista. Além disso, foi o trabalho com o melhor desempenho do ano, recebendo o certificado de disco de platina por nove vezes no fim da década, e ainda o quinquagésimo melhor álbum da história da Billboard (1963-2015). Out of Time removeu Mariah Carey do topo e rendeu à banda R.E.M. o seu primeiro número um nos EUA. O álbum vendeu mais de quatro milhões e meio de cópias no país e venceu o prémio Grammy para "Melhor Álbum de Música Alternativa". Outros artistas que alcançaram a posição de topo pela primeira vez foram Michael Bolton, N.W.A, Skid Row, Natalie Cole, Metallica, e Garth Brooks. Niggaz4Life, último trabalho de estúdio do grupo N.W.A., marcou a primeira vez que um álbum do género hardcore rap conseguiu alcançar a posição de cume da tabela de álbuns dos EUA. Com vendas de 134 mil unidades na sua semana de estreia, Slave to the Grind, segundo álbum de estúdio da banda Skid Row, conseguiu um feito similar, sendo o primeiro número um do género heavy metal da era da Nielsen SoundScan. Unforgettable... with Love rendeu a Natalie Cole o prémio Grammy para "Álbum do Ano".
Use Your Illusion II, primeiro número um do grupo Guns N' Roses desde Appetite for Destruction (1987), teve a melhor estreia do ano, com 770 mil unidades movidas ao longo da sua semana de lançamento. Metallica teve a segunda melhor estreia do ano, vendendo 598 mil exemplares na sua primeira semana de comercialização e liderando a tabela por quatro semanas consecutivas. O projecto conseguiu alcançar o certificado de disco de platina em apenas duas semanas de disponibilidade e, hoje, é o mais vendido da história da Nielsen SoundScan, com 16,83 milhões de unidades vendidas e igual equivalente de discos de platina. A terceira maior estreia pertence a Ropin' the Wind, de Garth Brooks, que comercializou 400 mil unidades na sua primeira semana de lançamento, liderando por oito semanas. Eventualmente conseguiu retornar à liderança no ano seguinte por mais doze semanas, totalizando dezoito semanas no topo, a maior quantidade de 1991. Além disso, Ropin' the Wind foi o primeiro álbum de música country a conseguir estrear na liderança da tabela musical. Outra grande estreia do ano foi a de Dangerous, com 350 mil unidades nos seus primeiros cinco dias de disponibilidade, rendendo a Michael Jackson o seu terceiro número um consecutivo. No total, Dangerous liderou a tabela por quatro semanas consecutivas, uma das quais foi em 1992, recebendo o certificado de disco de platina por quatro vezes em Janeiro de 1992 pela RIAA.
Spellbound, o segundo número um consecutivo da cantora Paula Abdul, ocupou a primeira posição da tabela por duas semanas, nas quais comercializou 88 e 89 mil unidades, respectivamente, as duas menores quantias para um álbum número um na história da Nielsen SoundScan. Este título foi removido treze anos depois pelo duo Outkast, cujo trabalho Speakerboxxx/The Love Below vendeu 86 mil unidades na semana de 7 de Fevereiro de 2004. Não obstante, conseguiu receber o certificado de disco de platina pela RIAA em Janeiro de 1992 e foi o décimo oitavo projecto mais vendido de 1991. For Unlawful Carnal Knowledge foi o terceiro número um consecutivo do grupo Van Halen, recebendo o prémio Grammy para "Melhor Desempenho de Hard Rock" e ainda o certificado de disco de platina por três vezes pela RIAA. Vendendo 295 mil unidades ao longo da sua semana de estreia, Achtung Baby rendeu ao grupo britânico U2 o seu segundo número um na tabela.

## Histórico

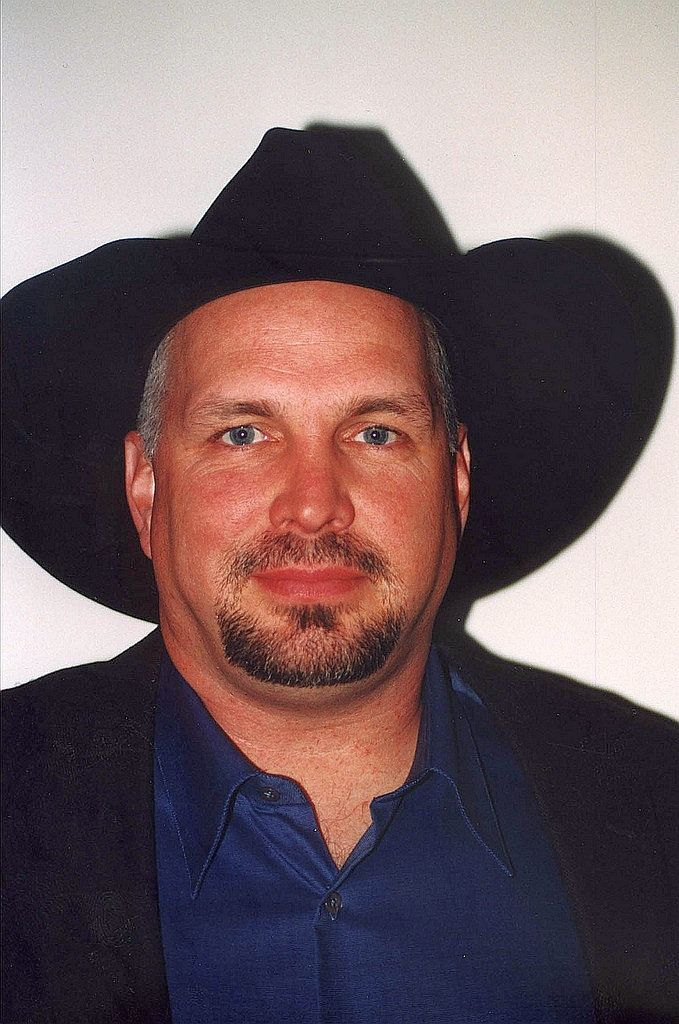
Ropin' the Wind rendeu a Garth Brooks o álbum que por mais tempo permaneceu no topo em 1991.

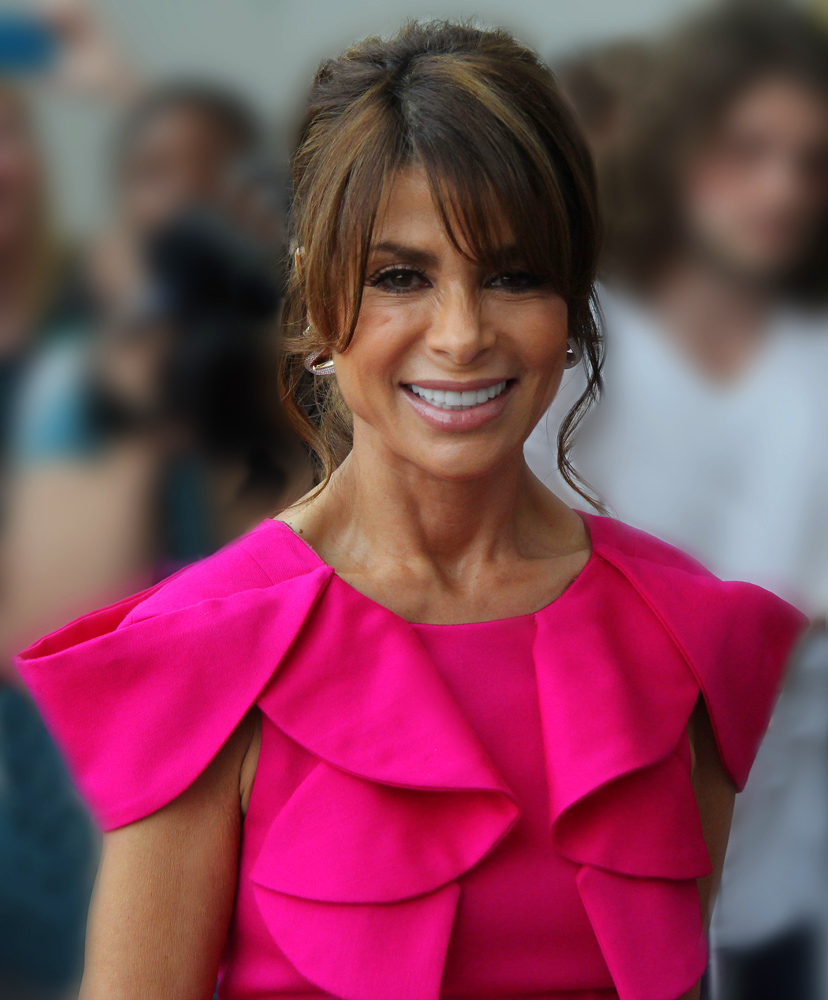
Spellbound, segundo número um consecutivo de Paula Abdul, teve as duas menores vendas semanais de qualquer álbum número um da história da Nielsen SoundScan.

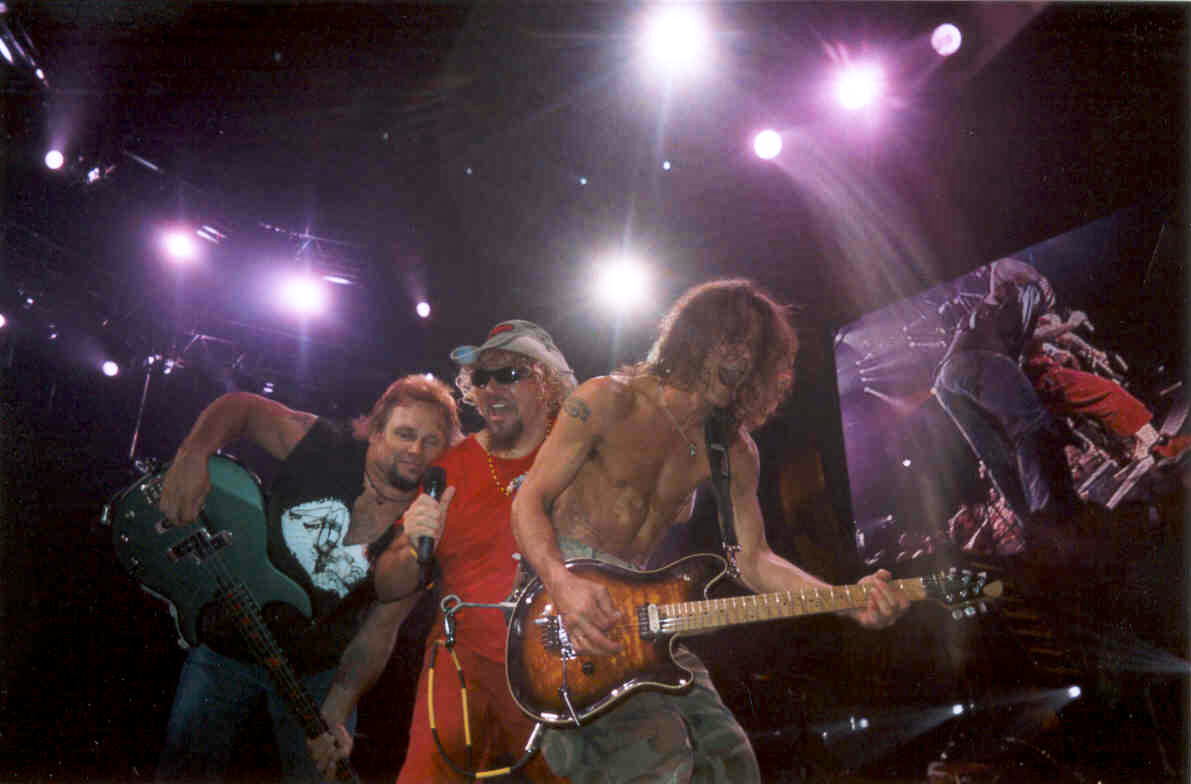
Use Your Illusion II, segundo número um de Guns N' Roses, teve a melhor estreia do ano.

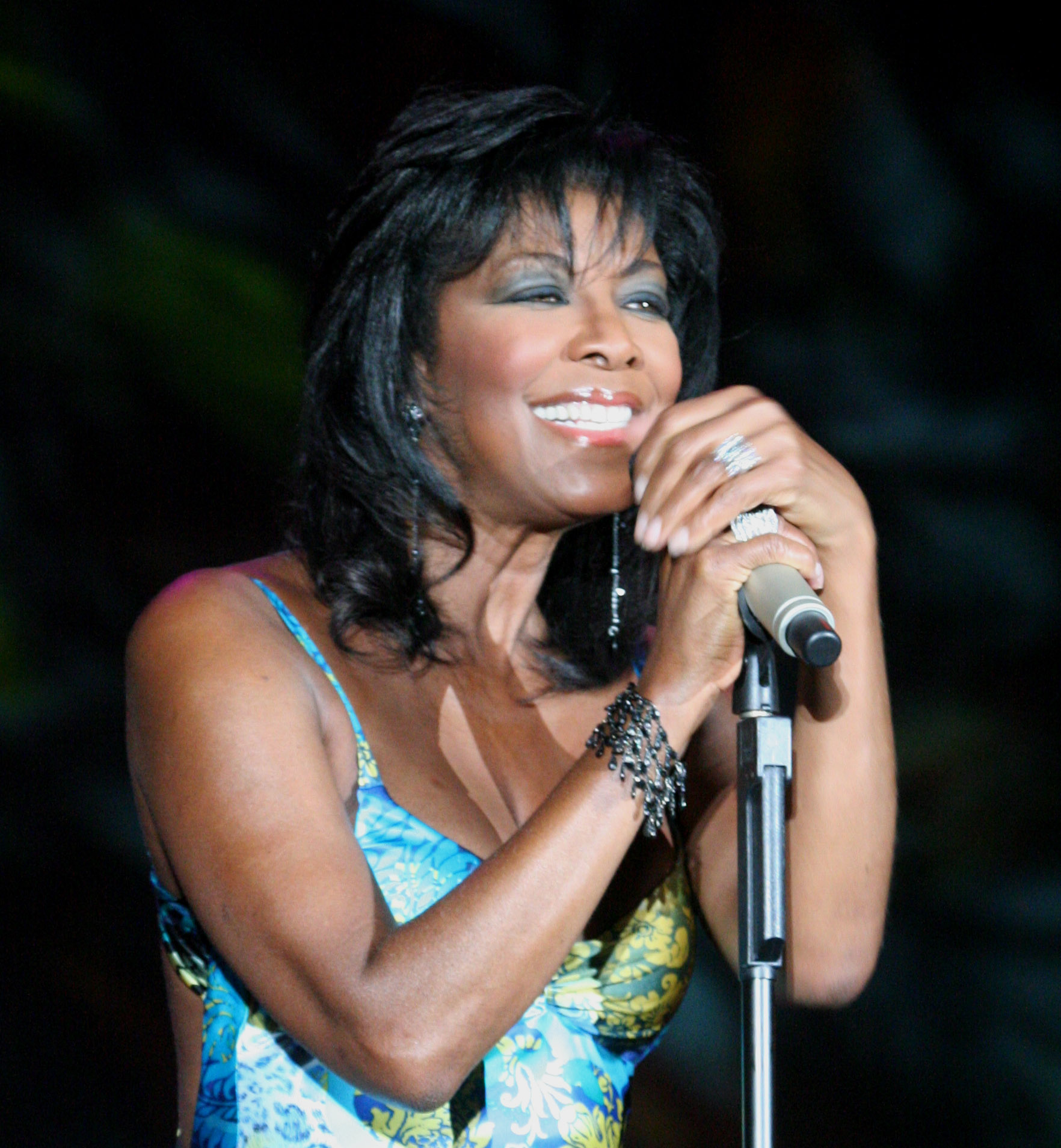
Unforgettable... with Love liderou a tabela por cinco semanas e rendeu a Natalie Cole um prémio Grammy.

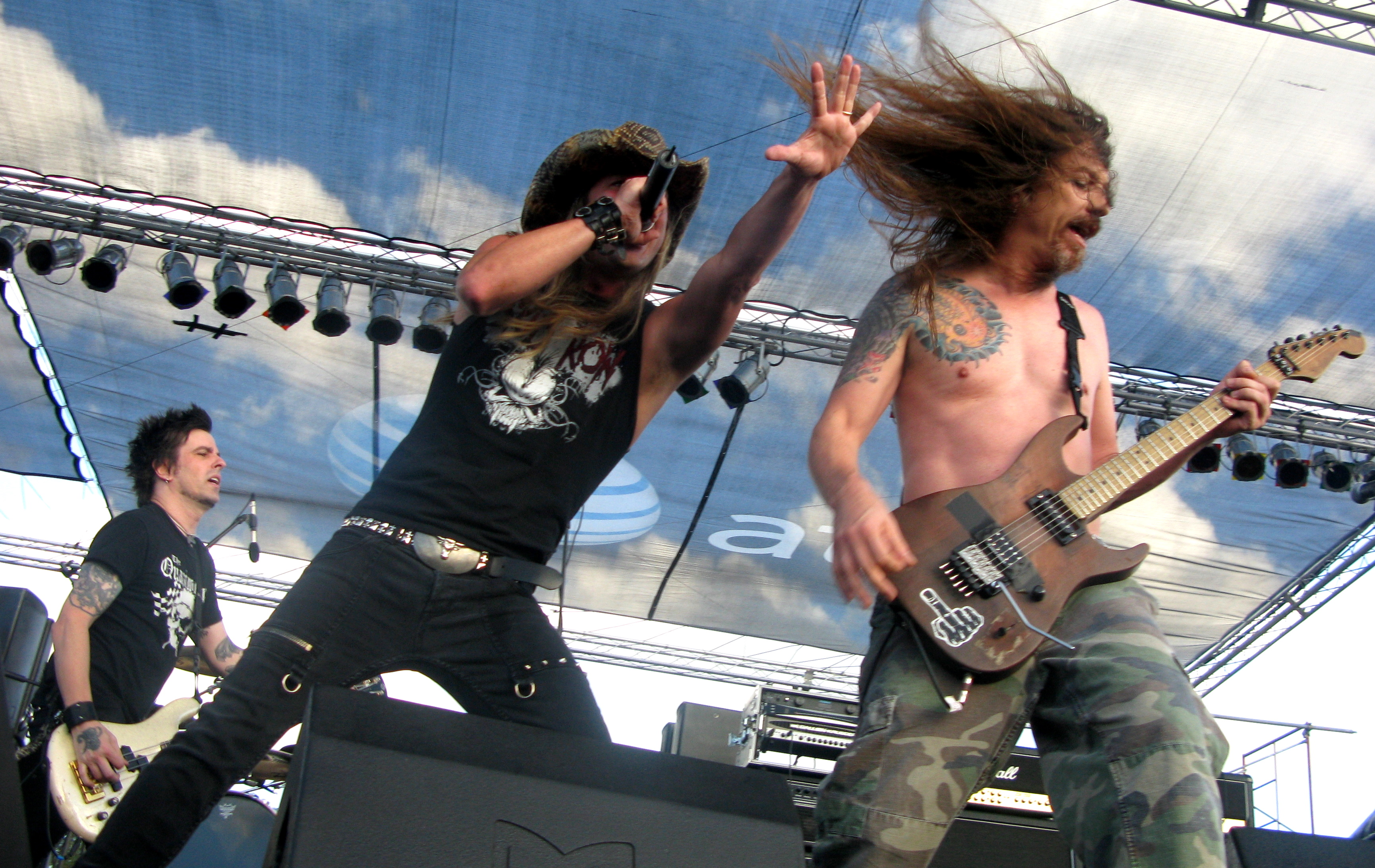
Slave to the Grind, da banda Skid Row, foi o primeiro álbum heavy metal a alcançar o número um na era da Nielsen SoundScan.

|   | Denota o álbum com o melhor desempenho do ano. |
| † | Denota o início da era Nielsen SoundScan.      |

| Data            | Álbum                         | Artista         |
| --------------- | ----------------------------- | --------------- |
| 5 de Janeiro    | To the Extreme                | Vanilla Ice     |
| 12 de Janeiro   | To the Extreme                | Vanilla Ice     |
| 19 de Janeiro   | To the Extreme                | Vanilla Ice     |
| 26 de Janeiro   | To the Extreme                | Vanilla Ice     |
| 2 de Fevereiro  | To the Extreme                | Vanilla Ice     |
| 9 de Fevereiro  | To the Extreme                | Vanilla Ice     |
| 16 de Fevereiro | To the Extreme                | Vanilla Ice     |
| 23 de Fevereiro | To the Extreme                | Vanilla Ice     |
| 2 de Março      | Mariah Carey                  | Mariah Carey    |
| 9 de Março      | Mariah Carey                  | Mariah Carey    |
| 16 de Março     | Mariah Carey                  | Mariah Carey    |
| 23 de Março     | Mariah Carey                  | Mariah Carey    |
| 30 de Março     | Mariah Carey                  | Mariah Carey    |
| 6 de Abril      | Mariah Carey                  | Mariah Carey    |
| 13 de Abril     | Mariah Carey                  | Mariah Carey    |
| 20 de Abril     | Mariah Carey                  | Mariah Carey    |
| 27 de Abril     | Mariah Carey                  | Mariah Carey    |
| 4 de Maio       | Mariah Carey                  | Mariah Carey    |
| 11 de Maio      | Mariah Carey                  | Mariah Carey    |
| 18 de Maio      | Out of Time                   | R.E.M.          |
| 25 de Maio†     | Time, Love & Tenderness       | Michael Bolton  |
| 1 de Junho      | Out of Time                   | R.E.M.          |
| 8 de Junho      | Spellbound                    | Paula Abdul     |
| 15 de Junho     | Spellbound                    | Paula Abdul     |
| 22 de Junho     | Niggaz4Life                   | N.W.A.          |
| 29 de Junho     | Slave to the Grind            | Skid Row        |
| 6 de Julho      | For Unlawful Carnal Knowledge | Van Halen       |
| 13 de Julho     | For Unlawful Carnal Knowledge | Van Halen       |
| 20 de Julho     | For Unlawful Carnal Knowledge | Van Halen       |
| 27 de Julho     | Unforgettable... with Love    | Natalie Cole    |
| 3 de Agosto     | Unforgettable... with Love    | Natalie Cole    |
| 10 de Agosto    | Unforgettable... with Love    | Natalie Cole    |
| 17 de Agosto    | Unforgettable... with Love    | Natalie Cole    |
| 24 de Agosto    | Unforgettable... with Love    | Natalie Cole    |
| 31 de Agosto    | Metallica                     | Metallica       |
| 7 de Setembro   | Metallica                     | Metallica       |
| 14 de Setembro  | Metallica                     | Metallica       |
| 21 de Setembro  | Metallica                     | Metallica       |
| 28 de Setembro  | Ropin' the Wind               | Garth Brooks    |
| 5 de Outubro    | Use Your Illusion II          | Guns N' Roses   |
| 12 de Outubro   | Use Your Illusion II          | Guns N' Roses   |
| 19 de Outubro   | Ropin' the Wind               | Garth Brooks    |
| 26 de Outubro   | Ropin' the Wind               | Garth Brooks    |
| 2 de Novembro   | Ropin' the Wind               | Garth Brooks    |
| 9 de Novembro   | Ropin' the Wind               | Garth Brooks    |
| 16 de Novembro  | Ropin' the Wind               | Garth Brooks    |
| 23 de Novembro  | Ropin' the Wind               | Garth Brooks    |
| 30 de Novembro  | Ropin' the Wind               | Garth Brooks    |
| 7 de Dezembro   | Achtung Baby                  | U2              |
| 14 de Dezembro  | Dangerous                     | Michael Jackson |
| 21 de Dezembro  | Dangerous                     | Michael Jackson |
| 28 de Dezembro  | Dangerous                     | Michael Jackson |